# Jekaterina Jurjewna Genijewa

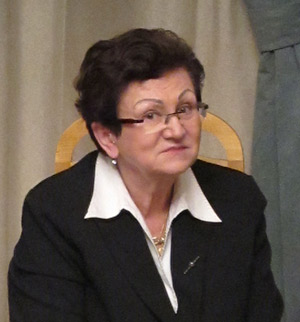
Jekaterina Jurjewna Genijewa

Jekaterina Jurjewna Genijewa, geboren Rosenblit, (russisch Екатерина Юрьевна Гениева, урожд. Розенблит; * 1. April 1946 in Moskau; † 9. Juli 2015 in Israel) war eine sowjetische bzw. russische Anglistin und Bibliothekarin.

## Leben
Genijewas Eltern, der Schauspieler Juri Aronowitsch Rosenblit (1911–2002) und die Chirurgin Jelena Nikolajewna Genijewa (1917–1982), trennten sich bald. Die Mutter nahm eine Stelle in Magadan an, und die Tochter wuchs bei der Großmutter Jelena Wassiljewna Genijewa auf, die mit einer Reihe russischer Literaten Briefe wechselte.
Genijewa studierte an der Lomonossow-Universität Moskau (MGU) in der Philologie-Fakultät mit Abschluss 1968. Nach der dortigen Aspirantur am Lehrstuhl für Ausländische Literaturgeschichte verteidigte sie 1972 ihre Dissertation über die künstlerische Prosa James Joyce’ mit Erfolg für die Promotion zur Kandidatin der philologischen Wissenschaften. Mit ihrer Dissertation hatte sie in der UdSSR wissenschaftliches Neuland betretenm, da bisher James Joyce aus der Öffentlichkeit verbannt war. Ihr Arbeitsgebiet blieb die englische Prosa des 19. und 20. Jahrhunderts. Sie verfasste Aufsätze und Kommentare zu Werken von Charles Dickens, Jane Austen, Charlotte und Emily Brontë, James Joyce, Virginia Woolf, Susan Hill u. a.
Ab 1972 arbeitete Genijewa in der Staatlichen Allunionsbibliothek für Ausländische Literatur in Moskau. Mit der Bibliotheksgründerin Margarita Rudomino, nach der die Bibliothek nach deren Tod 1990 benannt wurde,  war Genijewa befreundet. Sie wurde 1989 1. Vizedirektorin und 1993 nach dem Zerfall der Sowjetunion Generaldirektorin der Bibliothek als Nachfolgerin Wjatscheslaw Iwanows. Es wurden 14 Auslandskulturzentren eingerichtet (französisches, britisches bis bulgarisches und iranisches Zentrum) sowie ein Toleranz-Institut, Abteilungen für Kinder-, religiöse Literatur und Ausgaben des Auslandsrussentums und ein Verlag für Veröffentlichungen seltener Autoren. Sie unterstützte den Theologen Alexander Men.
Während des Augustputsches in Moskau 1991 hatte Genijewa vorschriftswidrig Demonstranten auf den Fotokopierern der Bibliothek Widerstandszeitungen vervielfältigen lassen. Einem kontrollierenden Beamten gegenüber übernahm sie die Verantwortung, worauf dieser empfahl, Vorhänge anzubringen, um Einsicht von der Straße zu verhindern.
Ab 1995 war Genijea eine der Leiterinnen der Kulturprogramme der Open Society Foundations in Russland. Sie war Vizepräsidentin der Russischen Bibliotheksassoziation, Präsidentin des Russischen Kultur- und Kunst-Rats,  Mitglied der Kommission der Russischen Föderation für Angelegenheiten der UNESCO und ab 1997 1. Vizepräsidentin der International Federation of Library Associations and Institutions.
Am Moskauer Staatlichen Institut für Kultur und Kunst verteidigte Genijewa 2006 ihre Doktor-Dissertation über die Bibliothek als Zentrum der internationalen Kommunikation mit Erfolg für die Promotion zur Doktorin der philologischen Wissenschaften.
Genijewa war mit dem Bauingenieur und Architekten Juri Samuilowitsch Belenki (* 1945) verheiratet. Ihre Tochter Darja ist mit dem Direktor des Russischen Staatsarchivs für sozio-politische Geschichte Andrei Sorokin (* 1959) verheiratet.
Genijewa starb nach langer Krankheit während einer Krebs-Behandlung in einer israelischen Klinik und wurde auf dem Moskauer Wwedenskoje-Friedhof begraben.  Generaldirektor der Bibliothek für Ausländische Literatur wurde Wadim Duda.
Nach einer Idee des Regisseurs Grigori Amnuel wurde 2016 am Eingang der Bibliothek für Ausländische Literatur ein Genijewa-Denkmal eingeweiht.

## Ehrungen, Preise
- Orden der Freundschaft (Russland 1999)
- Orden al Mérito Docente y Cultural Gabriela Mistral, Grado de Gran Oficial (Chile 2002)
- Orden des litauischen Großfürsten Gediminas, Ritter (Litauen 2006)[10]
- Order of the British Empire, Offizier (2007)[1]
- Verdienstorden der Bundesrepublik Deutschland, Verdienstkreuz am Bande (2007)
- Orden des Marienland-Kreuzes IV. Klasse (Estland 2008)
- Ehrenlegion, Ritter (Frankreich 2009)[11]
- Verdienstorden Pro Merito Melitensi (Malta 2010)
- Verdienstkreuz (Lettland)
- Verdienstkreuz der Republik Polen, Goldenes Kreuz (2013)[12]
- Orden der Aufgehenden Sonne III. Klasse (Japan 2015)[13]